# Fender Telecaster Thinline
 (décembre 2017).
Si vous disposez d'ouvrages ou d'articles de référence ou si vous connaissez des sites web de qualité traitant du thème abordé ici, merci de compléter l'article en donnant les références utiles à sa vérifiabilité et en les liant à la section « Notes et références ».
La Fender Telecaster Thinline est une guitare électrique de type « demi-caisse », conçue et commercialisée par l'entreprise Fender.

## Conception et développement
La Thinline est imaginée en 1967 à l'identique de la Telecaster avec un corps évidé dotée d'une table en épicéa pour en alléger le poids, mais cette idée n'est pas retenue et reste à l'état de prototype. Cependant, c'est en utilisant la conception de la Telecaster, avec un corps partiellement évidé, muni d'une ouïe en forme de f, que la Thinline est dessinée par le luthier allemand Roger Rossmeisl en 1968. Elle est commercialisée en juillet de cette même année munie des micros simples bobinages de son ainée puis elle reçoit une paire de micros double bobinage Fender Wide Range en 1971. Elle possède un chevalet fixe et, comme les autres modèles de l'époque, un manche vissé par trois vis. Le pickgard est entièrement redessiné par Roger donnant à l'instrument une élégance bien différente de la Telecaster. Le chevalet ainsi que la plaque de protection, dotée d'un joli effet nacré, sont redessinés en 1971 pour intégrer les nouveaux micros Wide Range. On peut noter que ces dernières modifications enlèvent une grande partie du charme initial de la conception de Roger Rossmeisl.
La décalcomanie de tête de manche est identique à la Telecaster et ne spécifie pas l'appellation Thinline. Les premiers modèles ne comportent pas de filets en pourtour de table.

## Les modèles
Fender édite de nombreuses déclinaisons durant l'histoire de cet instrument mais on peut reconnaitre aujourd'hui trois versions de Thinline. 
- La version de 1968 avec un corps en acajou et 2 micros simple standard Fender.
- La version de 1971, qui est basée sur la Fender Telecaster Deluxe, possède 2 micros double bobinage Fender Wide Range et un corps en frêne des marais bordé d'un filet.
- Le dernier modèle en date est la Telecaster Thinline Modern player Deluxe (2011), qui est dotée de 2 micros P90, d'un manche en érable et d'un corps en Mahogany.

## Notoriété
Cette guitare entrant dans le tournant que Fender, dirigée par CBS, souhaite donner, avec une reconnaissance de son savoir-faire dans le domaine de la guitare électrique acoustique, est une réussite qui fait souvent oublier à ses utilisateurs la période où elle fut créée. Quelques années avant, la Fender Coronado (sortie en 1965) ne trouve pas son public et malgré plusieurs campagnes publicitaires ne connaît aucun succès. L'idée d'utiliser un instrument reconnu par les guitaristes attire l'attention et cette Thinline entre dans la légende des instruments incontournables de la marque. Bien qu'ayant un son différent de la Telecaster cette déclinaison semi-acoustique est utilisée par bon nombre de musiciens jouant dans le domaine du rock et on peut considérer la Telecaster Thinline comme une des rares réussites pérennes de l'époque Fender CBS.

## Sources
- (en) Cet article est partiellement ou en totalité issu de l’article de Wikipédia en anglais intitulé « Fender Telecaster Thinline » (voir la liste des auteurs).